# Episodi di Il commissario Köster (trentaseiesima stagione)
La trentaseiesima stagione della serie televisiva Il commissario Köster è stata trasmessa in prima visione negli Germania da ZDF dal 10 settembre 2012.
In Italia, è stata trasmessa come prima stagione della serie televisiva Il commissario Voss, interpretato da Jan-Gregor Kremp, entrato come nuovo commissario a partire dal quarto episodio.
| n. | Titolo originale      | Titolo italiano         | Prima TV Germania | Prima TV Italia |
| -- | --------------------- | ----------------------- | ----------------- | --------------- |
| 1  | Bis zum Äußersten     | Sequestro di persona    | 20 marzo 2012     |                 |
| 2  | Es ist niemals vorbei | Il mostro smascherato   | 27 marzo 2012     |                 |
| 3  | Die Stunde des Jägers | La signora nessuno      | 6 aprile 2012     |                 |
| 4  | Lautloser Tod         | Sete di potere          | 13 aprile 2012    |                 |
| 5  | Königskinder          | Musica e amore          | 14 settembre 2012 | 28 giugno 2015  |
| 6  | Mord unter Brüdern    | I segreti del monastero | 21 settembre 2012 |                 |
| 7  | Blinder Hass          | Vendetta                | 28 settembre 2012 |                 |
| 8  | Die Zeugin            | Passaggio in auto       | 5 ottobre 2012    |                 |